# Ета-мезон
Ета-мезони — нейтральні елементарні частинки з ізотопічним спіном 0, що являють собою мезони з прихованою дивністю. Існує два їх різновиди:  ета-нуль-мезон η і ета-штрих-мезон η '. η-мезон входить в октет псевдоскалярних мезонів, а η' утворює синглет що його доповнює.
η-мезон відкритий на Беватроні в 1961 році. η′-мезон відкритий в 1964 році.
Ета-мезони є істинно нейтральними частинками, тобто, кожен з них є античастинкою для самого себе.
| Частинка | Кварковий склад                                                                               | Маса спокою, МеВ | IG | JPC | Q | S | c | Середній час життя, с | Основний канал розпаду                      |
| -------- | --------------------------------------------------------------------------------------------- | ---------------- | -- | --- | - | - | - | --------------------- | ------------------------------------------- |
| η        | {\displaystyle {\frac {1}{\sqrt {6}}}\left(u{\tilde {u}}+d{\tilde {d}}-2s{\tilde {s}}\right)} | 547,853 ± 0,024  | 0+ | 0−+ | 0 | 0 | 0 | 5,1× 10−19            | γ + γ π0 + π0 + π0 π+ + π− + π0 π+ + π− + γ |
| η′       | {\displaystyle {\frac {1}{\sqrt {3}}}\left(u{\tilde {u}}+d{\tilde {d}}+s{\tilde {s}}\right)}  | 957,78 ± 0,06    | 0+ | 0−+ | 0 | 0 | 0 | 3,1× 10−21            | π+ + π− + η ρ0 + γ π0 + π0 + η              |

Різниця мас ета- і ета-штрих-мезонів є загадкою що яку кваркова модель не може пояснити. Для її пояснення використовують інстантони.